# NN-61
La carretera NN‑61 es una vía colectora secundaria que se encuentra en el departamento de Jinotega. Tiene una longitud de 24,8 km y conecta el municipio de Wiwilí de Jinotega con comunidades rurales hacia el sur, donde se enlaza con caminos que llevan hacia El Cuá y zonas cafetaleras de montaña. Fue rehabilitada parcialmente en el año 2013.

## Trazado y cruces
| km   | Localidad / Punto          | Departamento | Conexión / Ruta |
| ---- | -------------------------- | ------------ | --------------- |
| 0,0  | Wiwilí de Jinotega         | Jinotega     | NN 64           |
| 12,5 | Comunidad intermedia rural | Jinotega     | —               |
| 24,8 | Camino hacia El Cuá        | Jinotega     | Fin de ruta     |

## Coordenadas
Uno de los tramos de la NN‑61 puede ser encontrado en las coordenadas: 13°38′49″N 85°46′48″O / 13.6470, -85.7801